# Denim

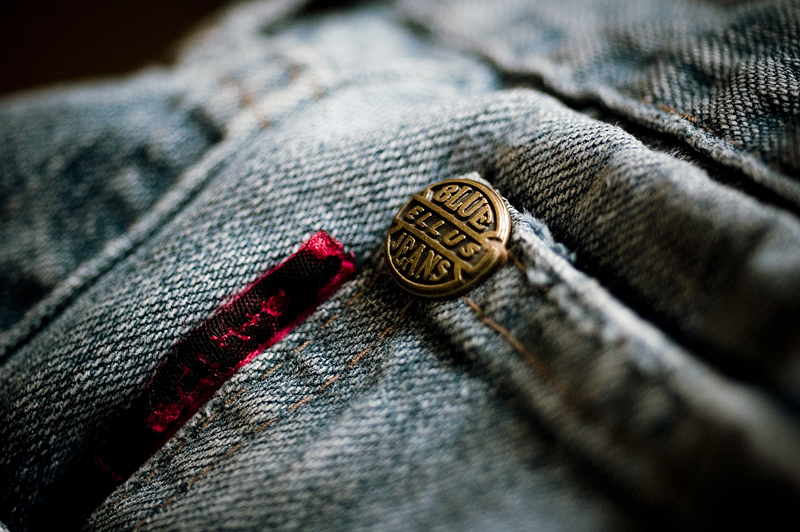
Denim gebruikt voor een bluejeans, met een koperen klinknagel om de zak te versterken

Denim, ook wel spijkerstof, is een weefsel in keperbinding. Het is een bijzonder sterke katoenen stof. Het is vooral bekend als basis voor de spijkerbroek. Denim wordt veel gebruikt voor kleding.

## Naam
Denim is een afkorting van de oorspronkelijke Franse benaming serge de Nîmes. In Nîmes werd de stof voor het eerst vervaardigd door de familie André, voor de veehoeders van de Camargue. De Bluejeans dankt zijn naam aan de blauwe kleurstof indigo en de Franse benaming Bleu de Gênes (blauw van Genua), de invoer van indigo gebeurde vanuit Indië via Genua naar de rest van Europa.

## Kleding
Denim wordt gebruikt voor de volgende kledingsoorten.
- Spijkerbroek
- Shorts
- Capribroek
- Overalls/Tuinbroek
- Rokken
- Jurken
- Hoeden
- Jassen
- Shirts
- Zwemkleding
- Maatpakken
- Laarzen en schoenen
- Sneakers

### Accessoires
- Tassen en portemonnees
- Riemen
- Zilveren sieraden met accenten van denim

### Meubilair
- Sofa's, stoelen en voetenbankhoezen
- Zitzak
- Bureaustoelen
- Lampenkappen

### Voertuigen
Tussen 1973 en 1975 produceerde Volkswagen de 'Jeans Kever', met denim-interieurbekleding. Ook in sommige latere modellen werd dit concept toegepast.

## Spijkerbroek
Denim wordt met name gebruikt om Spijkerbroeken (jeans) van te maken. De Amerikanen Levi Strauss en Jacob Davis waren in de negentiende eeuw de eersten die dit deden.